# Diskografie Cyndi Lauper
Toto je diskografie americké zpěvačky Cyndi Lauper, která k dubnu 2011 vydala jedenáct studiových alb, sedm kompilací, jedno Extended Play, tři video alba a čtyřicet šest singlů. Celosvětově prodala více než 25 miliónů kopií desek.
Stala se zakládající členkou skupiny Blue Angel, které vydala jejich debutové album nahrávací společnost Polydor v roce 1980. Deska se stala neúspěšnou, zpěvačka vyhlásila úpadek a skupina se rozpadla. V roce 1983 podepsala smlouvu u nahrávací společnosti Portrait Rec., která jí vydala první sólové album She's So Unusual. To se stalo velmi úspěšným, získalo několik platinových a zlatých desek v různých zemích. Tím byla započata její stabilní profesionální pěvecká kariéra.

## Alba

### Studiová alba
| Rok  | Album                                                                             | Umístění v hitparádě | Umístění v hitparádě | Umístění v hitparádě | Umístění v hitparádě | Umístění v hitparádě | Umístění v hitparádě | Umístění v hitparádě | Umístění v hitparádě | Certifikace |
| Rok  | Album                                                                             | USA                  | AUS                  | AUT                  | KAN                  | FRA                  | SRN                  | JAP                  | UK                   | Certifikace |
| ---- | --------------------------------------------------------------------------------- | -------------------- | -------------------- | -------------------- | -------------------- | -------------------- | -------------------- | -------------------- | -------------------- | --- |
| 1983 | She's So Unusual - Vydáno: prosinec 1983 - Vydavatelství: Portrait                | 4                    | 3                    | 5                    | 1                    | —                    | 23                   | 5                    | 16                   | - USA: 6× Platinová deska - AUS: 7× Platinová deska - KAN: 8× Platinová deska - SRN: Zlatá deska - UK: Zlatá deska |
| 1986 | True Colors - Vydáno: 27. září 1986 - Vydavatelství: Portrait                     | 4                    | 1                    | 15                   | 7                    | 13                   | 20                   | 2                    | 25                   | - USA: 2× Platinová deska - KAN: 2× Platinová deska - UK: Stříbrná deska                                           |
| 1989 | A Night to Remember - Vydáno: květen 1989 - Vydavatelství: Epic                   | 37                   | 17                   | —                    | 34                   | 15                   | 21                   | 3                    | 9                    | - KAN: Zlatá deska                                                                                                 |
| 1993 | Hat Full of Stars - Vydáno: červenec 1993 - Vydavatelství: Epic                   | 112                  | —                    | —                    | 68                   | 9                    | 52                   | 15                   | 56                   | |
| 1996 | Sisters of Avalon - Vydáno: 1996 - Vydavatelství: Epic                            | 188                  | —                    | 45                   | —                    | —                    | —                    | 15                   | 57                   | |
| 1998 | Merry Christmas...Have a Nice Life - Vydáno: 27. říjen 1998 - Vydavatelství: Epic | —                    | —                    | —                    | —                    | —                    | —                    | 75                   | —                    | |
| 2003 | At Last - Vydáno: 18. listopadu 2003 - Vydavatelství: Epic                        | 38                   | 32                   | —                    | 32                   | 85                   | —                    | 205                  | —                    | - AUS: Zlatá deska                                                                                                 |
| 2004 | Shine - vydáno: 2004 (pouze v Japonsku) - Vydavatelství: Epic                     | —                    | —                    | —                    | —                    | —                    | —                    | 120                  | —                    | |
| 2005 | The Body Acoustic - Vydáno: 8. listopad 2005 - Vydavatelství: Epic                | 112                  | —                    | 60                   | —                    | 190                  | —                    | 42                   | 55                   | |
| 2008 | Bring Ya to the Brink - Vydáno: 27. květen 2008 - Vydavatelství: Epic             | 41                   | 87                   | 48                   | 40                   | 129                  | —                    | 18                   | —                    | |
| 2010 | Memphis Blues - Vydáno: 22. června 2010 - Vydavatelství: Downtown Records         | 26                   | —                    | —                    | 45                   | 31                   | 77                   | 11                   | 105                  | |

### Kompilační alba
| Rok  | Album                                                                   | Umístění v hitparádě | Umístění v hitparádě | Umístění v hitparádě | Umístění v hitparádě | Umístění v hitparádě | Umístění v hitparádě | Umístění v hitparádě | Umístění v hitparádě | Certifikace                                 |
| Rok  | Album                                                                   | USA                  | AUS                  | AUT                  | KAN                  | FRA                  | SRN                  | JAN                  | UK                   | Certifikace                                 |
| ---- | ----------------------------------------------------------------------- | -------------------- | -------------------- | -------------------- | -------------------- | -------------------- | -------------------- | -------------------- | -------------------- | ------------------------------------------- |
| 1989 | The Best Remixes - Vydáno: 1989 - Vydavatelství: Epic                   | —                    | —                    | —                    | —                    | —                    | —                    | —                    | —                    |                                             |
| 1994 | Twelve Deadly Cyns...and Then Some - Vydáno: 1994 - Vydavatelství: Epic | 81                   | 23                   | 18                   | —                    | 6                    | 18                   | 8                    | 2                    | - USA: Zlatá deska - UK: 2× Platinová deska |
| 1996 | Wanna Have Fun - Vydáno: 1996 - Vydavatelství: Epic                     | —                    | —                    | —                    | —                    | —                    | —                    | —                    | —                    |                                             |
| 2003 | The Essential Cyndi Lauper - Vydáno: 2003 - Vydavatelství: Sony BMG     | —                    | —                    | —                    | —                    | —                    | —                    | 29                   | —                    |                                             |
| 2003 | The Great Cyndi Lauper - Vydáno: 2003                                   | —                    | —                    | —                    | —                    | —                    | —                    | —                    | —                    | - AUS: Zlatá deska                          |
| 2005 | Hey Now! (Remixes & Rarities) - Vydáno: 2005 - Vydavatelství: Sony BMG  | —                    | —                    | —                    | —                    | —                    | —                    | —                    | —                    |                                             |
| 2009 | Floor Remixes - Vydáno: 18. února 2009 - Vydavatelství: Epic            | —                    | —                    | —                    | —                    | —                    | —                    | 102                  | —                    |                                             |

### Extended play
| Rok  | Album                                                                 | Umístění v hitparádě | Umístění v hitparádě | Umístění v hitparádě | Umístění v hitparádě | Umístění v hitparádě | Umístění v hitparádě | Umístění v hitparádě | Umístění v hitparádě | Certifikace |
| Rok  | Album                                                                 | USA                  | AUS                  | AUT                  | KAN                  | FRA                  | SRN                  | JAP                  | UK                   | Certifikace |
| ---- | --------------------------------------------------------------------- | -------------------- | -------------------- | -------------------- | -------------------- | -------------------- | -------------------- | -------------------- | -------------------- | ----------- |
| 2001 | Shine - VYdáno: 2001 - Vydavatelství: Epic                            | —                    | —                    | —                    | —                    | —                    | —                    | —                    | —                    |             |
| 2008 | True Colors Live '08 - Vydáno: 2008 - Vydavatelství: iTunes Exclusive | —                    | —                    | —                    | —                    | —                    | —                    | —                    | —                    |             |

## Singly
| Rok              | Skladba                                                     | Umístění v hitparádě | Umístění v hitparádě | Umístění v hitparádě | Umístění v hitparádě | Umístění v hitparádě | Umístění v hitparádě | Umístění v hitparádě | Umístění v hitparádě | Umístění v hitparádě | Umístění v hitparádě | Album                              |
| Rok              | Skladba                                                     | USA                  | US Adult             | US Dance             | AUS                  | AUT                  | KAN                  | FRA                  | SRN                  | IRL                  | UK                   | Album                              |
| ---------------- | ----------------------------------------------------------- | -------------------- | -------------------- | -------------------- | -------------------- | -------------------- | -------------------- | -------------------- | -------------------- | -------------------- | -------------------- | ---------------------------------- |
| 1977             | You Make Loving Fun                                         |                      | —                    |                      |                      |                      |                      | _                    |                      |                      |                      | —                                  |
| 1983             | Girls Just Want to Have Fun                                 | 2                    | —                    | 1                    | 1                    | 3                    | 1                    | —                    | 6                    | 1                    | 2                    | She's So Unusual                   |
| 1984             | Time After Time                                             | 1                    | 1                    | —                    | 6                    | 5                    | 1                    | 9                    | 6                    | 2                    | 3                    | She's So Unusual                   |
| 1984             | She Bop                                                     | 3                    | —                    | 10                   | 6                    | 5                    | 4                    | 34                   | 19                   | —                    | 46                   | She's So Unusual                   |
| 1984             | All Through the Night                                       | 5                    | 4                    | —                    | 17                   | 5                    | 9                    | —                    | 35                   | —                    | 64                   | She's So Unusual                   |
| 1984             | Money Changes Everything                                    | 27                   | —                    | —                    | 19                   | —                    | 30                   | —                    | 54                   | —                    | —                    | She's So Unusual                   |
| 1984             | I'll Kiss You (pouze promo singl)                           | —                    | —                    | —                    | —                    | —                    | —                    | —                    | —                    | —                    | —                    | She's So Unusual                   |
| 1985             | When You Were Mine                                          | —                    | —                    | —                    | —                    | —                    | —                    | —                    | —                    | —                    | —                    | She's So Unusual                   |
| 1985             | The Goonies 'R' Good Enough                                 | 10                   | —                    | —                    | 8                    | —                    | 5                    | —                    | 49                   | —                    | —                    | The Goonies Soundtrack             |
| 1986             | True Colors                                                 | 1                    | 5                    | —                    | 3                    | 12                   | 1                    | 49                   | 18                   | 6                    | 12                   | True Colors                        |
| 1986             | Change of Heart                                             | 3                    | 16                   | 4                    | 15                   | —                    | 7                    | 8                    | —                    | —                    | 67                   | True Colors                        |
| 1987             | What's Going On                                             | 12                   | 29                   | 17                   | 52                   | —                    | 31                   | —                    | —                    | —                    | 57                   | True Colors                        |
| Boy Blue         | 71                                                          | —                    | —                    | —                    | —                    | —                    | —                    | —                    | —                    | —                    |                      | True Colors                        |
| Maybe He'll Know | —                                                           | —                    | —                    | —                    | —                    | —                    | —                    | —                    | —                    | —                    |                      | True Colors                        |
| 1988             | Hole in My Heart (All the Way to China)                     | 54                   | —                    | —                    | 8                    | —                    | —                    | —                    | —                    | —                    | —                    | Vibes                              |
| 1989             | I Drove All Night                                           | 6                    | 43                   | —                    | 11                   | —                    | 12                   | 10                   | 19                   | 13                   | 7                    | A Night to Remember                |
| 1989             | My First Night Without You                                  | 62                   | —                    | —                    | 47                   | —                    | —                    | 46                   | —                    | 28                   | 53                   | A Night to Remember                |
| 1989             | Heading West                                                | —                    | —                    | —                    | —                    | —                    | —                    | —                    | —                    | —                    | 68                   | A Night to Remember                |
| 1989             | A Night to Remember                                         | —                    | —                    | —                    | 96                   | —                    | —                    | —                    | —                    | —                    | —                    | A Night to Remember                |
| 1990             | Primitive                                                   | —                    | —                    | —                    | —                    | —                    | —                    | —                    | —                    | —                    | —                    | A Night to Remember                |
| 1992             | The World Is Stone                                          | —                    | —                    | —                    | —                    | —                    | —                    | 2                    | 100                  | 16                   | 15                   | Tycoon                             |
| 1993             | Who Let in the Rain                                         | —                    | 33                   | —                    | —                    | —                    | —                    | —                    | —                    | —                    | 32                   | Hat Full of Stars                  |
| 1993             | Sally's Pigeons                                             | —                    | —                    | —                    | —                    | —                    | —                    | —                    | —                    | —                    | —                    | Hat Full of Stars                  |
| 1993             | That's What I Think                                         | —                    | —                    | 14                   | —                    | —                    | —                    | —                    | —                    | —                    | 31                   | Hat Full of Stars                  |
| 1993             | Hat Full of Stars                                           | —                    | —                    | —                    | —                    | —                    | —                    | —                    | —                    | —                    | —                    | Hat Full of Stars                  |
| 1994             | Hey Now (Girls Just Want to Have Fun)                       | 87                   | —                    | —                    | 62                   | —                    | —                    | 3                    | 56                   | 10                   | 4                    | Twelve Deadly Cyns...and Then Some |
| 1994             | I'm Gonna Be Strong                                         | —                    | —                    | —                    | —                    | —                    | —                    | —                    | —                    | —                    | 37                   | Twelve Deadly Cyns...and Then Some |
| 1995             | Come On Home                                                | —                    | —                    | 11                   | —                    | —                    | —                    | —                    | —                    | —                    | 39                   | Twelve Deadly Cyns...and Then Some |
| 1996             | You Don't Know                                              | 111                  | —                    | 16                   | —                    | —                    | —                    | —                    | —                    | —                    | 27                   | Sisters of Avalon                  |
| 1997             | Sisters of Avalon                                           | —                    | —                    | —                    | —                    | —                    | —                    | —                    | —                    | —                    | —                    | Sisters of Avalon                  |
| 1997             | Ballad of Cleo and Joe                                      | 125                  | —                    | 36                   | —                    | —                    | —                    | —                    | —                    | —                    | —                    | Sisters of Avalon                  |
| 1998             | Early Christmas Morning (pouze v Japonsku)                  | —                    | —                    | —                    | —                    | —                    | —                    | —                    | —                    | —                    | —                    | Merry Christmas...Have a Nice Life |
| 1999             | Disco Inferno                                               | —                    | —                    | 8                    | —                    | —                    | —                    | —                    | —                    | —                    | —                    | A Night at the Roxbury Soundtrack  |
| 2001             | Shine                                                       | —                    | —                    | —                    | —                    | —                    | —                    | —                    | —                    | —                    | —                    | Shine                              |
| 2003             | Walk on By                                                  | —                    | —                    | 10                   | —                    | —                    | —                    | —                    | —                    | —                    | —                    | At Last                            |
| 2004             | Until You Come Back to Me (That's What I'm Gonna Do)        | —                    | —                    | —                    | —                    | —                    | —                    | —                    | —                    | —                    | —                    | At Last                            |
| 2004             | "Stay"                                                      | —                    | —                    | —                    | —                    | —                    | —                    | —                    | —                    | —                    | —                    | At Last                            |
| 2005             | Time After Time (verze 2005) (spolu se Sarah McLachlanovou) | —                    | 14                   | —                    | —                    | —                    | —                    | —                    | —                    | —                    | —                    | The Body Acoustic                  |
| 2005             | Above the Clouds(spolu s Jeff Beckem)                       | —                    | —                    | —                    | —                    | —                    | —                    | —                    | —                    | —                    | —                    | The Body Acoustic                  |
| 2008             | Set Your Heart                                              | —                    | —                    | —                    | —                    | —                    | —                    | —                    | —                    | —                    | —                    | Bring Ya to the Brink              |
| 2008             | Same Ol' Story                                              | —                    | —                    | 1                    | —                    | —                    | —                    | —                    | —                    | —                    | —                    | Bring Ya to the Brink              |
| 2008             | Into the Nightlife                                          | —                    | —                    | 1                    | 82                   | —                    | —                    | —                    | —                    | —                    | 168                  | Bring Ya to the Brink              |
| 2008             | A Christmas Duel (spolu s The Hives)                        | —                    | —                    | —                    | —                    | —                    | —                    | —                    | —                    | —                    | —                    | —                                  |
| 2009             | Girls Just Wanna Set Your Heart                             | —                    | —                    | —                    | —                    | —                    | —                    | —                    | —                    | —                    | —                    | Floor Remixes                      |
| 2010             | Just Your Fool                                              | —                    | —                    | —                    | —                    | —                    | —                    | —                    | —                    | —                    | —                    | Memphis Blues                      |

## Video alba
| Rok  | Název                           | Podrobnosti                                                        | Certifikace        |
| ---- | ------------------------------- | ------------------------------------------------------------------ | ------------------ |
| 1991 | Cyndi Lauper in Paris           | - Vydáno: 1991 - Studio: PolyGram - Formát: VHS, laserový disk     |                    |
| 1995 | 12 Deadly Cyns... and Then Some | - Vydáno: 1995 (VHS), 2000 (DVD) - Studio: Sony - Formát: VHS, DVD |                    |
| 2004 | Live... At Last                 | - Vydáno: 2004 - Studio: Sony - Formát: DVD                        | - USA: Zlatá deska |